# ヴァンパイア騎士
『ヴァンパイア騎士』（ヴァンパイアナイト、Vampire Knight）は、樋野まつりによる日本の少女漫画。『LaLa』（白泉社）で2005年から2013年まで連載されていた。単行本は花とゆめコミックスから全19巻。文庫は白泉社文庫から全10巻。2013年5月時点で累計発行部数は500万部を突破している。2008年にはテレビ東京系列 (TXN) でテレビアニメ第1期と第2期が放送され、音泉でWebラジオが配信されていた。
連載終了後、『LaLaファンタジー』（白泉社）や『LaLa DX』（白泉社）に特別編が掲載された。『LaLa DX』2016年7月号より2025年9月号まで続編シリーズ『ヴァンパイア騎士 memories』が連載された。

## あらすじ
全寮制の私立「黒主学園」には、一般生徒が通う普通科（デイ・クラス）と、エリートで美形揃いの吸血鬼（ヴァンパイア）が通う夜間部（ナイト・クラス）が存在するが、普通科の生徒は夜間部の生徒全員が吸血鬼という事実を知らない。5歳以前の記憶を持たない主人公・黒主優姫は、麗しい吸血鬼で夜間部のクラス長を務める玖蘭枢に命の恩人として憧れつつも、錐生零と共に学園の秘密を守るため、風紀委員として守護係（ガーディアン）を務めている。5歳のころ、ナイトクラス寮長・玖蘭枢に助けられた過去を持つ。人間と吸血鬼を共生させる学園、そして、吸血鬼を激しく憎む零には、それぞれにひた隠す秘密があった。

## 登場人物
担当声優はドラマCD / TVアニメの順。 特に明記の無いものは同様。なお、「なし」はドラマCDに登場しなかったことを示す。

### 主要人物
黒主 優姫（くろす ゆうき）/玖蘭 優姫（くらん ゆうき）
声 - 堀江由衣
本作の主人公。学園と夜間部の秘密を守る守護係（風紀委員）を錐生零と共に任された少女。身長152cm。16歳。血液型O型。
10年前の雪の日、何故か吹雪の中におり、元人間の吸血鬼に襲われかけたところを玖蘭枢に助けられ、理事長である黒主灰閻の養女として大切に育てられた。5歳以前の記憶は失っている。頭は悪いものの運動神経は良く、養父仕込みの腕前はかなりのもの。守護係の使用武器は灰閻からもらった「狩りの女神」（アルテミス）と呼ばれるロッド。吸血鬼化した零をレベル:Eに堕とさないために、彼からの吸血を受け入れていた。幼少期から枢のことを慕っている。
正体は人間ではなく、純血種の玖蘭悠と樹里の間に生まれた純血の吸血鬼である。枢の義理の妹で、同時に許婚でもあるが、優姫は枢を義理の兄ではなく実の兄と思っている。樹里の術式により吸血鬼としての能力と記憶に蓋をされ、人間として生きていたが、枢によって吸血鬼の本能に目覚め、失われた記憶を取り戻した。その変化の際、髪も長く伸びた。
枢の元に戻ることを約束した後、鎌へと覚醒した「狩りの女神」（アルテミス）を手に、人間だったころの約束通り「敵」である零の味方をし、零と共に戦いを挑んだ玖蘭李土を塵としたが、零からは拒絶され、対峙する立場となった。枢の出現により零に別れを告げた際、零から逃げ続けることを零に誓った。その後、枢と共に学園を去り、両親と枢と暮らした玖蘭家へと戻り、枢の苦悩を受け止めた上で彼の吸血を許し、口付けを交わした。
零と離別した1年後では、玖蘭家で英から教育を受けて暮らしながら、手渡すことはない零への想いを綴った手紙の破棄を繰り返している。安全面から昔と同じく隔離された生活を送るものの、人間だった当時を思い出し、零への想いを抱きながらの苦悩を抱えていた。吸血鬼に戻ってから、中々牙を使うことができず、枢が自ら出した血を飲んでいた。その後、自分と向き合うことで牙を使うことができるようになる。枢を未だに「センパイ」と呼ぶ癖が残り、言い直すように諭されることがある。枢からハンター協会との会合の件を聞かされ、零を思い出し動揺する。そんな中、会合の次の夜に夜会へ。そこで零と再会する。枢の死ののち、2年をかけて枢の娘を出産。その後、零と去り、子供を1人儲ける。1000年の時を経て自らの命で枢を人間に変え、息を引き取った。
錐生 零（きりゅう ぜろ）
声 - 宮野真守
優姫の幼馴染。吸血鬼ハンターの名家である錐生一族の出身。学園を守る守護係を優姫と共に任される。シルバーグレイの髪と浅紫色の瞳の持ち主。17歳。A型。身長181cm。
夜間部と普通科女子には疎まれているが、普通科男子にとっては希望の星。枢を唯一睨める存在でもある。使用武器は「血薔薇の銃」（ブラッディローズ）と呼ばれる銃。母体内で双子の壱縷の半分の力を奪ったため、1人半の力を持って生まれる。幼少期はとても優しい性格だったが、4年前に純血種の緋桜閑に家族を奪われた事件をきっかけに、優姫を始めとする極一部の信頼する人間以外には壁を作るようになった。吸血鬼を激しく憎んでいる。
閑に咬まれた日以降、自らを駆り立てる吸血の欲求に耐え続けていたものの、優姫の血を飲んだことで吸血鬼として目覚める。元人間の吸血鬼に稀に見られる血液錠剤（タブレット）を受けつけない体質のため、優姫の血を吸うことで理性を保っていたが、閑の死により、いずれはレベル:Eに堕ちる運命となった。レベル:E化を遅らせるべく枢の血を飲むが、それは枢の思惑の一端でもあった。
協会長の命令で牢屋に幽閉されていたが、李土に傷を受け深手を負った壱縷の血を飲み、脱獄する。好意を寄せていた優姫が純血種だと知り、苦悩しながらも優姫を拒絶し「敵」と言い放つ。彼女を前にしても心は変わらず、覚醒した「血薔薇の銃」を手に李土を1人で始末しようとするが、優姫に止められて決別し、武器を向け合うことになった。だが、その後現れた枢の計らいで、優姫に別れを告げる際に吸血し、最初で最後の口付けをする。再会時には優姫を殺すことを約束。離別後、牢屋に戻り壱縷を運ぶ。結果として、体内に純血種3人の血が流れ、自身の片割れである壱縷を取り込んだ彼は「最強のハンター」となった。
優姫と離別した1年で1人で暮らしている。狩りへの強い欲求や、血液錠剤を受けつける体質への変化（枢や壱縷を介して閑の血を得たため）など、1年前とは明らかに異なる点がある。ハンターとしても実力を磨き、躊躇なく狩るが、心中に複雑なものを抱えている。街で助けた人間の子供には優しく接し、穏やかな顔を見せる。アパートに訪れた灰閻に、次期ハンター協会長としての会合への参加を求められ、枢と1年振りの再会を果たす。そのあと、海斗と夜会を見張る中、1年振りに優姫とも再会。番外編では、壱縷と癖や仕草が似ていることが判明した。その後、優姫への思いを認め、彼女と枢の娘と共に去り、1子をもうける。1000年後には、すでに亡くなっていた。
玖蘭 枢（くらん かなめ）
声 - 岸尾だいすけ / 幼少期：喜多村英梨
夜間部クラス長で、夜間部生徒が暮らす月の寮の寮長でもある。純血種の中でも、最も強い権力を今でも持ち続ける、元王族玖蘭家の現当主。漆黒の髪とダークレッドの瞳の持ち主。18歳。身長184cm。
雪原に1人で佇む幼い優姫を、レベル:Eの吸血鬼から救った命の恩人。優姫を世界中の誰よりも大切に想っている。人間として生きていた優姫の憧れの存在。優姫の「失った記憶」を含む本当の姿を知っていたため、純血種であるにもかかわらず、人間の優姫をずっと気に掛けていた。
表向きの両親である悠と樹里が存命のころは、枢の正体を知った上で「息子」として愛情を注がれていた。10年前に李土が優姫を奪いに来た際には、樹里に優姫を任され、悠を殺した李土を殺そうとしたが、李土によって復活した枢には、体を肉片には出来たものの「主」である李土の完全な殺害は叶わなかった。
人間だったころの優姫の血を吸った零を、許し難い罪人として心底嫌っているが、優姫を狙う李土から優姫を守る盾代わりに生かし、李土を殺させるための「駒」として4年の間に「最強のハンター」へと導いた。優姫に対して行き過ぎた藍堂の行動などには罰を与えながらも、内心では夜間部を信頼している。
過去の記憶を取り戻そうと発狂しかけた優姫の首に牙を立て、後に自らの血を飲ませることで優姫を純血の吸血鬼へと覚醒させた。その際、優姫の許婚であり義理の兄でもあることが判明。優姫を「行くべきところ」に連れて行こうとするが、優姫の抵抗によって李土粛清まで学園に残ることとなり、その間に、元老院の者達を純血の力で操り自粛させ、組織を消滅させた。
李土に自らの血を直接入れて復活させた後、牢屋に囚われていた零を説得し、李土を粛清させることに成功する。だが、優姫と対峙し銃口を優姫に向けた零に憤り、ブラッディローズの茨による拘束を敢えて血を吸わせることで解き、零に攻撃するものの、優姫がこれを阻止。優姫に零と別れを告げる時間を与え、場を去った。
優姫と零が離別した1年後では、裏から元老院を再構築しており、優姫に会合が開かれることを伝える。牙で血を得ることのできない優姫に、自ら血を流し与える。優姫の「センパイ」呼びを複雑に思い、「枢」か「おにいさま」と呼ぶように促す。優姫を心から愛し、彼女を以前のように隔離することで安全面に気を配っている。最後は自ら心臓をハンターの武器として起用し、最後まで優姫の妊娠を知らず、彼女を零に託して息絶えた。1000年後、優姫により人間として復活した。

### 夜間部（ナイト・クラス）
一条 拓麻（いちじょう たくま）
声 - 千葉進歩
夜間部副クラス長兼副寮長。18歳。身長184cm。
夜間部における吸血鬼としての地位は、枢に次いで高位。元老院の最高責任者「一翁」こと一条麻遠の孫。上級吸血鬼の特殊能力の一種・物質の分解能力を操る。使用武器は日本刀。明るい性格で、優姫曰く「吸血鬼っぽくない」青年。漫画にはまり、昼夜逆転生活もよくする。友人として唯一枢を呼び捨てにし、タメ口で話す。だが、支葵千里を枢と李土の争いにこれ以上巻き込ませないために、枢を裏切り元老院側に付く。優姫の覚醒後、枢とは別々に学園を去り、10年間李土を匿っていた場所で枢や一翁と再会する。一翁のことを自分に任せるように枢を説得し、一翁との相打ちで瀕死の状態に陥るが、白蕗更によって一命を取り留める。その後、更の屋敷で目を覚まし枢のことを聞かれて以降、彼女に付き従う素振りを見せる。
藍堂 英（あいどう はなぶさ）
声 - 福山潤 / 幼少期：菊池こころ
通称・アイドル先輩。17歳。身長177cm。
枢を崇拝しており、架院暁と共に「枢様の懐刀」と呼ばれる。だが、幼少期は特別扱いされる枢を快く思っていなかった。生家の藍堂家は「反元老院側」とも言えるほどの「王権懐古派」。「天才少年」といわれ、テレビ出演の経験がある。その際番組を見ていた枢に呆れられる。枢に特別扱いされていた発狂前の優姫を快く思っていなかったが、優姫の血は好んでいた。上級吸血鬼の特殊能力の一種・氷の能力を操る。閑殺害の唯一の目撃者で、零が吸血鬼だと知りながら黙認する。枢に任されて学園を守っていた際、対峙した李土の純血の力により操られかけたところを、優姫に助けられる。優姫達が学園を去った後、枢を追いかけて架院と瑠佳と共に学園を離れ、1年後には優姫の教育係になっており、何かと優姫の面倒を見ている。
小説『憂氷（アイスブルー）の罪』で登場した如月風花に対しては、当初は素っ気無いものの、純粋な彼女と接するにつれ、ほかの夜間部の生徒達のように実験台としてではなく、彼女自身を気に掛け始める。だが、風花がレベル:Eへの進行を迎えたため、自らの手で粛清することとなった。この件をきっかけに藍堂は以前にも増して元人間の吸血鬼に対する複雑な感情を抱える。藍堂にとって、風花は元人間の吸血鬼でありながら嫌悪感を抱かせない唯一の対象となった。最後、優姫の親友である若葉沙頼と結婚し、吸血鬼を人間にする薬の研究に成功した。
架院 暁（かいん あかつき）
声 - 諏訪部順一
通称・ワイルド先輩。17歳。身長188cm。
藍堂とは従兄弟で共に行動することが多く、とばっちりを受けやすい。夜間部では、一条に次いで穏健派。枢も一条も尊敬している。幼いころから枢への想いを突き通す藍堂と瑠佳の面倒を見ている。上級吸血鬼の特殊能力の一種・炎の能力を操る。幼馴染の瑠佳に好意を抱く。優姫の覚醒後は、ほかの夜間部生徒と共に、李土の放った元人間の吸血鬼から学園を守る。優姫達が学園を去った後は、藍堂、瑠佳と一緒に枢を追いかけて学園を去る。
小説『憂氷の罪』では、藍堂の風花への態度に、冷酷ながらも忠告を促していた。それは、藍堂と風花双方のためであり、血液錠剤の実験に支障を来たす可能性を危惧したためでもあった。
支葵 千里（しき せんり）
声 - 保志総一朗
16歳。身長173cm。
人間界でモデルの仕事をしている。お菓子が好き。普段から莉磨と一緒にいることが多く、千里も莉磨を大切に想っている。この上なくマイペースな性格。上級吸血鬼の特殊能力の一種・自分の血を自在に操る。支葵家は純粋な元老院派。大叔父は元老院の構成員の一人。母親は女優をしていた。純血種である李土の息子で、枢と優姫は従兄妹に当たる。李土が学園に来た際、その体を器として奪われた。幼いころから、母のためと諭され、人形同然に穏やかに振る舞いながら育ったが、体を張って自分を助けようとした莉磨の姿を見て、自分の意志を大切にするようになる。優姫の覚醒後は莉磨を守り、学園が危うくなる中、彼女を抱え安全な場所へと避難する。優姫達が学園から去った後は、英達と共には行動せず、消息不明になった拓麻を莉磨と共に捜索。
早園 瑠佳（そうえん るか）
声 - 皆川純子
17歳。身長169cm。
美形揃いの夜間部でも屈指の美女。枢に想いを寄せ、ほかの男には興味を示さない。夜間部設立直前、優姫の血に飢えていた枢に、代わりに自らの血を差し出した。上級吸血鬼の特殊能力の一種・幻覚の能力を操る。英や暁とは幼馴染。枢への思慕の点で、英にはライバル意識を強く持ち、枢に気に入られている優姫に嫉妬していた。現在は、頼れる女として枢から認められるべく努めている。優姫の覚醒後は、李土の放った元人間の吸血鬼から学園と普通科の生徒を守っている。優姫達が学園を去った後、英、暁と一緒に枢を追いかけて学園を去った。
遠矢 莉磨（とおや りま）
声 - 喜多村英梨
16歳。身長165cm。
人間界でモデルの仕事をしている。上級吸血鬼の能力の一種・雷の能力を操る。マイペースな性格で、他人に考えを読ませない部分があり、口数は少ない。千里の母に憧れてモデルになった。千里のことを大事に想っている。千里を李土から救おうとした際、李土に大怪我を負わされる。優姫の覚醒後も、重傷の影響で眠ったままの彼女を千里が守っていたが、安全な場所へと抱えて運ばれる中、目を覚ます。優姫達が学園から去った後は、千里と共に行動する。モデルの仕事も続けている。
星煉（せいれん）
声 - 水野理紗
年齢不明。身長170cm。
枢の側にいる無口な少女。夜間部の誰よりも枢に忠実。彼が呼べばどこからでも現れ「我が主」と呼ぶ。忠誠心は高い。特殊能力はないが、高い身体能力と鍛えた肉体が武器。優姫達が学園から去った後、唯一、枢と共に行動している。アニメでは原作よりも出番が多い。

### 普通科（デイ・クラス）
若葉 沙頼（わかば さより）
声 - 植田佳奈 / 水野理紗
優姫の中等部からの親友で、陽の寮でも同室の良き理解者。良家のお嬢様で、顔も知らない許嫁がいる。枢を嫌っている。勘が鋭く、夜間部とは距離を置いている。優姫には「頼ちゃん」と呼ばれる。優姫が吸血鬼だと知った後も、変わらず彼女を受け入れ、気遣った。優姫が去った1年後も、吸血鬼の出自に関係なく、優姫に会いたいと願っており、鷹宮海人の協力により、再会を果たす。零とは同級生としての交流がある。また、零の伝達係。最後、藍堂英と結婚し、最後まで吸血鬼になることを拒み、孫たちに見守られながら穏やかな老後を迎えた。
影山 霞（かげやま かすみ）
声 - なし / 松川貴弘
優姫のクラスの委員長。 テストの成績が悪い優姫に目を光らせている。好意を抱く瑠佳に舞踏祭でダンスを申し込むが、断られる。小説『凝黒（ノワール）の罠』では彼視点の話も描かれる。
新藤 撫子（しんどう なでしこ）
声 - なし / 藤森多哉
普通科女子生徒。漫画好き。見た目に反して行動的。当初は夜間部の拓麻に憧れるが、聖ショコラトルデーで零に助けられて以来、零の心優しさを知り、好意を寄せている。バレンタインにチョコレートを渡そうとするが、叶わない。また、舞踏祭でダンスを申し込むが、断られた。小説『凝黒の罠』では彼女視点で話が進行する。
如月 風花（きさらぎ ふうか）
登場する小説『憂氷の罪』の実質的なヒロイン。黒主学園普通科1年生（優姫や零の入学前）。明るい性格で枢に憧れている。密かに夜間部に潜り込んだ際、枢達に見つかり、以来なぜか好かれ夜間部に遊びに行くようになった。夜間部の面々に優しくされるが、英からは嫌われる。実は、吸血鬼達の手厚い態度は、開発中だった血液錠剤の実験台として見守るためであり、入学前に遭った事故で瀕死の重傷を負い、純血種に助けられたことで命を取り留めた風花は、吸血されたことも事故のことも記憶から消されていた。その事実を知った彼女は、藍堂が開発していた血液錠剤を飲んで理性を保ちつつ、素っ気無かった英の優しさに次第に惹かれ、聖ショコラトルデーにチョコをあげることを約束する。だが、レベル:Eへの進行が進み、ついにルームメイトに噛み付いて血を吸ったことで、激しい罪悪感と恐怖に襲われた。最後は、恋しい英の手で殺されることを願い、この世を去る。守護係の設立と血液錠剤の開発成功を齎した彼女は、英にとって決して忘れられない存在となった。

### ハンター協会関連
黒主 灰閻（くろす かいえん）
声 - 子安武人 / 郷田ほづみ
黒主学園理事長。身長184cm。AB型。
優姫の育ての親。優姫に対しては親馬鹿である。吸血鬼に大切な人を殺された過去を持つが、人間と吸血鬼の架け橋を育てようと尽力する。かつては冷酷な吸血鬼ハンターだったが、優姫にその事実を言い出せず、ハンター協会に行った際に露見する。使用武器は剣。優姫の覚醒で事態が急変する中、ハンターとして現場復帰を果たし、眼差しも鋭く変化する。「僕」から「俺」へと一人称が変わり、口調も変わった。現役時代、数え切れない大量の吸血鬼を狩ってきたことを内心で後悔している。悠達に内緒で家を出た樹里の命を狙ったものの、返り討ちに遭い、深手を負った過去を持つ。その際、彼女の願いを叶えるための学園創設を約束した。ハンター協会長の死を見届けた後、残された吸血鬼ハンター達の監視下に置かれる。
優姫達が学園を去った1年後では、監視状態が続くものの若干の自由は許されており、零に会うためアパートを訪れる。零の高等部残留に驚きながらも、変わらない口調で零に接する。外見は現役時のように髪を下ろし、愛用の眼鏡を着用。零に次期ハンター協会長としての会合参加を求める。黒主学園の理事長は、彼が不在だった間は夜刈が務めた（アニメではそのまま灰閻が理事長を続けている）。原作とアニメ共通で、夜間部がなくなり普通科のみの運営となっている。現在は、表向きのみ協会長として過ごす。アニメでは夜刈に「伝説のハンター」と呼ばれている。ハンターの仲間からは牙を持たない吸血鬼と呼ばれているが、その理由は通常のハンターと比較して吸血鬼の因子の影響を強く受けているため、約200年間外見が変わっていないからである。
ハンター協会長
声 - なし / 菊池正美
本名は不明。李土と関わりを持つ謎の多い人物。灰閻と知人でもある。元老院と手を組み、ハンターと吸血鬼の互いの社会で不都合な部分を処理しようと画策していたが、体内に得ていた純血種の血に逆に取り込まれ、悲惨な最期を遂げる。彼の後任には零がなることが、灰閻の口から告げられた。現在は、表向きは灰閻が、実質的には夜刈が後任に就いたとされるが、これは零が協会長に相応しい器に成長するまでの間であり、当人達も複雑ながら了承している。
夜刈 十牙（やがり とおが）
声 -安元洋貴
現在No.1と称される吸血鬼ハンター。零の過去を知る師匠で、昔、零を庇って右眼を失った。使用武器は銃。倫理の教員免許を持つ。零の覚悟を試すために銃口を向け、協会長の命令で彼を拘束し、牢屋に閉じ込める。原作では零の覚悟を見極めた後学園を去るが、アニメでは教師を続け、壱縷とも再会を果たし、普通科と夜間部共通で教師として動くなど、原作とアニメにおける役割が大きく異なる。優姫の覚醒後は、現場復帰を果たした灰閻と協会長を残し、協会長が放った吸血鬼達の処理に向かう。優姫達が学園を去った1年後では、灰閻の代理で理事長を務め、零が適任に育つまでの実質的なハンター協会長となっている。B型。
鷹宮 海斗（たかみや かいと）
小説『憂氷の罪』に登場。吸血鬼ハンター。幼いころ、零と共に夜刈に教わっていたことがある。零より年上の兄貴、実の兄も吸血鬼ハンターだったが、仕事中に行方を眩ました。だが、再会時にはレベル:Eに堕ちていたため、海斗自らの手で粛清する。壱縷のことは好いていないが、零のことは評価している。夜刈の後任として倫理の教師を務めている。

### その他関係者
玖蘭 李土（くらん りど）
声 - なし / 新垣樽助
玖蘭家の嫡男。特に自分の肉体をメタモルフォーゼさせる能力に秀でる純血種。枢と優姫の伯父に当たり、千里の父親でもある。閑の元許婚。身長186センチメートル。
玖蘭家の始祖である枢を蘇らせた吸血鬼。10年前、元老院と手を組み、優姫を狙って玖蘭の屋敷を奇襲した際、卑怯な手で悠を殺したが、その後枢によって身体を破壊された。樹里を愛し、彼女と悠の最初の子供を奪って、枢を蘇らせる際の生贄にした。優姫を食らおうとするものの、樹里と瓜二つの容姿の娘に気が変わり、樹里の代わりにしようとする。だが、優姫と零によって身体を破壊され、死を迎える。
玖蘭 悠（くらん はるか）
声 - 野島裕史
枢と優姫の父親。他者に侵食しメタモルフォーゼさせる能力に秀でる純血種。身長185cm。
李土と手を組んだ元老院の吸血鬼達に襲撃された際、ハンターの武器を身につけた李土に襲いかかり、死亡。樹里と共に3000年近く生きており、彼女を心から愛することで幸福を味わっていた。当初は、優姫の能力の封印を考える樹里に反対したが、後に賛成し、2人の手によって優姫に新しい未来が与えられた。始祖である枢を、実の息子のように愛している。容姿が若く口数が少ない番外編では、心から樹里を愛するものの、素直に愛情表現が出来ず、彼女から非難される場面がある。樹里の過激な発言も優しく受け止める大らかな性格の一方、家中の傘を隠して彼女と相合傘を試みるなど、幼い面もある。樹里が吸血鬼のいない世界で学園生活を送った際は、保護者の役割を果たした。
玖蘭 樹里（くらん じゅり）
声 - 國府田マリ子
枢と優姫の母親。術式を使う能力に秀でる純血種。身長168cm。
独身時代は買い食いが好きだったが、優姫の誕生後は、娘とのピアノの連弾やボードゲーム、枢いじりなどが趣味となった。10年前、玖蘭家が李土に襲われた際、自分の命と引き替えに優姫の吸血鬼としての因子を眠らせ、人間にする術を施したことで死亡。悠とは兄妹婚で、同じく3000年近く生きていた。兄であり、夫妻の最初の子供を奪った李土に対しては、憎悪を剥き出しにする。普段は優しく暖かく、冗談も言う性格（アニメではそれらの描写がない）。過去、自分の命を狙った灰閻に対し、僅かな力で深手を負わせた。優姫の未来を想う母として、灰閻を信じ、彼に学園創立を約束させる。番外編では、かつて雨の日に傘を隠したり（後の雨嫌いの原因）、自分を付け回したりした悠を嫌っていた事実を娘に告げる一方、目の前で熱々振りを披露するなど夫婦仲の良さも示している。吸血鬼の居ない世界で学生として暮らした時期があり、当時はお転婆な少女だった。悠とは正反対の性格。
白蕗 更（しらぶき さら）
純血の君と呼ばれる。元老院に協力的な白蕗家の娘で、枢とは親しい友人。婚約者（純血種の黄梨）がいたが、自らの手で殺害。枢を思い留まらせるために元老院に駆けつけたものの、倒れている拓麻を前に策略を巡らせ、自らの屋敷で目覚めた拓麻に枢の真意を問いかける。穏やかな反面、自ら「気が短い」と自称する通り、裏に残虐さを秘めている。
一条 麻遠（いちじょう あさとお）
声 - なし / 石井康嗣
通称「一翁」。身長182cm。
拓麻の祖父。元老院に名を連ねる最古参の吸血鬼の1人で、理事長の平和主義を快く思っていない。上級吸血鬼の特殊能力は黒いオーラ。孫の拓麻に枢を見張るように指示するが、友人に利益のない行為だと拒まれる。李土以外の思い通りにならない人物を疎んじている。拓麻と対峙した結果、死亡。
緋桜 閑（ひおう しずか）
声 - 園田恵子 / 折笠富美子
零を吸血鬼にした女性。特に植物を操る能力に秀でる純血種。李土の元許婚。身長171cm。
吸血鬼の間では「狂い咲姫」と呼ばれる。生後間もなく、元老院に「保護」の名目で隔離される。かつて愛した（元人間の吸血鬼で、まだレベル:Eに墜ちていなかった）男を錐生家に殺され、その報復として錐生一家を襲撃し、零と壱縷の両親を惨殺。残った双子の兄弟のうち、零を吸血鬼に、壱縷を虜にした。何事かを企み、紅まり亜（遠い親戚）の身体を借りて学園へと潜入したが、枢に企みを見破られ、枢に心臓を取られ殺される（零に対吸血鬼用の銃で撃たれて弱っていた）。純血種の運命を狂わせた者達への復讐を望んでいた。形は違うものの、その遺志は枢が引き継ぐこととなる。また、病弱だった壱縷に血を与えている。
錐生 壱縷（きりゅう いちる）
声 - なし / 宮野真守
零の双子の弟。17歳。身長181cm。A型。
兄とは異なり、吸血鬼ハンターとしての能力をほとんど持たずに生まれたため、正反対の零を憎んでいた。反面、最終的には零自身を大切に想う感情も示す。母体内で零に力を半分奪われたことから病弱となったが、閑の血を得た日（吸血はされていない）以降、病と縁遠い身体になる。閑を慕っており、彼女の死後に姿を消す。閑の悲願成就と敵討ちのため、黒主学園に入学したが、仇敵の純血種である李土に人間の彼が復讐出来るはずもなく、瀕死に追い込まれる。その後、兄との一体化を願って零のいる牢屋に向かい、夜刈が置いていった「血薔薇の銃」で零を撃ち、零に血を吸われ最期を迎える（番外編では、本編にはない普通の少年らしさを見せ、零を慕う心情も表現されている）
紅 まり亜（くれない まりあ）
声 - なし / 中原麻衣
編入生。閑の遠い身内に当たる少女。16歳。152cm。
上級吸血鬼の特殊能力は武器を使う。閑が学園に来る際、病弱な自分を強靭にして貰う見返りに、自分の肉体を器として差し出す。閑が体から離れた後、意識を取り戻して帰宅した。壱縷のことが好きで再会を願っていた。彼を気に掛け、梟から元老院を覗いた際、枢による元老院全滅を目撃する。

## 世界観・用語

### 吸血鬼に関して
吸血鬼（ヴァンパイア）
人間の血を吸って生きる種族。外見では分別がつかないが、人間より遥かに長命で老化も遅い。優れた知能と身体能力を持ち、美しい容姿をしている。日光を浴びても死ぬことはないが、日に焼けやすく、人間より眩しく感じるため夜行性。一番上から純血種（Aクラス）・貴族階級（Bクラス）・一般階級（Cクラス）・元人間（Dクラス）とクラス分けがされている。Bクラス以上の吸血鬼は、人の記憶の操作や消去が可能で、炎や雷を放つなど特殊な力を発揮する。
純血種（じゅんけつしゅ）
純血の君とも呼ばれる、先祖代々、人間の血が一滴も混ざっていない純粋な吸血鬼。人間との混血により吸血鬼自体は数が増え、失った力を持つ混血種の吸血鬼が大半を占める中、純血の家系は玖蘭・緋桜・白蕗・黄梨・標木・橙茉・菖藤の7つのみと少なく、王たる存在として扱われる。秘めた力は計り知れず、実力を持つ吸血鬼であっても逆らうことは不可能で、その気になれば瞬く間に最強の軍隊を作り出すことさえ容易と恐れられる。牙と用いて直接血を吸った人間を、吸血鬼に変えてしまう魔力を持つ。純血種の血肉は特殊な力を内包しているが、彼らに流血を求めることは最大の禁忌とされている。自らの血統の吸血鬼の身体を器として、乗り移ることも出来る。昔、純血種同士の争いにより大半が滅亡した（純血種同士では、相打ち）。
レベルE-END
純血種に血を吸われたことにより吸血鬼化した元人間の、必ず行き着く末路。例外として、血を吸われた純血種の血肉を得た場合のみ、レベルE化を免れることが出来る。自我を無くし、上記の階級分けからも外れた存在で、別名LEVEL ENDとも呼ばれる。理性を失い本能のままひたすら人間の血を求めるため、ハンターや貴族階級の吸血鬼から命を狙われる存在でもある。大半は、過去に起こった人間と吸血鬼の戦争で生み出された。人間離れした高い身体能力を持ち、老化も遅く長命。自分の血を吸った主相手には逆らうことが出来ない。
元老院（げんろういん）
一翁や千里の大叔父も所属している。権力の集中を嫌う先々代の玖蘭の王が作った、吸血鬼を纏める機関。君主の純血種が内部にいないため、純血の君よりも重視されず、現在は正常に機能しなくなっている。優姫の覚醒後、枢によって元老院の者達は全滅した。

### 人間に関して
ハンター協会
ハンターを纏める組織。夜刈十牙などが所属しており、零の両親も生前所属していた。黒主灰閻も16年前まで協会のハンターとして活躍していた。
吸血鬼ハンター
協会に属し、吸血鬼を狩る人間の総称。中でも黒主家と錐生家は名門。特殊な術式を刻んだハンター専用の武器を使用する。生まれつきの才能が必要とされる。

### 学園に関して
黒主学園（くろすがくえん）
黒主灰閻が玖蘭樹里との約束を果たすため、吸血鬼と人間の共存を目指して作った全寮制の私立学校。中学部もあるが、校舎は別。夜間部と普通科高等部は昼夜で同じ校舎を使用している。
守護係（ガーディアン）
自分達以外の普通科の生徒に、夜間部の全員が吸血鬼という秘密を知られないように務める者。表向きは風紀委員として活動する。所属しているのは優姫と零。彼らの働きにより、一般生徒で秘密に気づいている者はいない。無断で入る者がいれば直ぐ寮に帰す。
普通科（デイ・クラス）
人間が通うクラス。制服は男女とも白のシャツに黒のブレザーに赤のネクタイ（リボン）を付ける。寮の名は「陽の寮」。夜間部について知る者は居ない
夜間部（ナイト・クラス）
吸血鬼が通うクラス。ネクタイ（リボン）以外の制服は普通科と異なり、黒のシャツに白のブレザー。寮の名は「月の寮」。純血種の玖蘭枢の名の下に集った者達が通う。全員貴族級以上。

## 書誌情報

### ヴァンパイア騎士
- 樋野まつり 『ヴァンパイア騎士』 白泉社〈花とゆめコミックス〉、全19巻
  1. 2005年7月5日発売、ISBN 978-4-592-18301-3
  2. 2005年12月5日発売、ISBN 978-4-592-18302-0
  3. 2006年4月5日発売、ISBN 978-4-592-18303-7
  4. 2006年10月5日発売、ISBN 978-4-592-18304-4
  5. 2007年4月5日発売、ISBN 978-4-592-18305-1
  6. 2007年10月5日発売、ISBN 978-4-592-18306-8
  7. 2008年4月5日発売、ISBN 978-4-592-18307-5
  8. 2008年10月3日発売、ISBN 978-4-592-18308-2
  9. 2008年11月5日発売、ISBN 978-4-592-18309-9
  10. 2009年6月5日発売、ISBN 978-4-592-18310-5
  11. 2009年12月4日発売、ISBN 978-4-592-19131-5
  12. 2010年7月5日発売、ISBN 978-4-592-19132-2
  13. 2010年12月3日発売、ISBN 978-4-592-19133-9
  14. 2011年6月3日発売、ISBN 978-4-592-19134-6
  15. 2011年12月5日発売、ISBN 978-4-592-19135-3
  16. 2012年5月2日発売、ISBN 978-4-592-19136-0
  17. 2012年12月5日発売、ISBN 978-4-592-19137-7
  18. 2013年5月2日発売、ISBN 978-4-592-19138-4
  19. 2013年11月5日発売、ISBN 978-4-592-19139-1
    - 画集付き限定版、ISBN 978-4-592-19875-8

- 樋野まつり 『ヴァンパイア騎士』 白泉社〈白泉社文庫〉、全10巻
  1. 2015年6月16日発売、ISBN 978-4-592-89065-2
  2. 2015年6月16日発売、ISBN 978-4-592-89066-9
  3. 2015年7月15日発売、ISBN 978-4-592-89067-6
  4. 2015年7月15日発売、ISBN 978-4-592-89068-3
  5. 2015年8月11日発売、ISBN 978-4-592-89069-0
  6. 2015年8月11日発売、ISBN 978-4-592-89070-6
  7. 2015年9月15日発売、ISBN 978-4-592-89071-3
  8. 2015年9月15日発売、ISBN 978-4-592-89072-0
  9. 2015年10月16日発売、ISBN 978-4-592-89073-7
  10. 2015年10月16日発売、ISBN 978-4-592-89074-4

### ヴァンパイア騎士memories
- 樋野まつり 『ヴァンパイア騎士memories』 白泉社〈花とゆめコミックス〉、既刊10巻（2024年10月4日現在）
  1. 2016年6月3日発売、ISBN 978-4-592-21121-1
  2. 2017年6月5日発売、ISBN 978-4-592-21122-8
  3. 2018年5月2日発売、ISBN 978-4-592-21123-5
  4. 2019年2月5日発売、ISBN 978-4-592-21124-2
    - ドラマCD付き特装版、ISBN 978-4-592-10597-8

  5. 2019年11月5日発売、ISBN 978-4-592-21125-9
  6. 2020年9月4日発売、ISBN 978-4-592-22046-6
  7. 2021年8月5日発売、ISBN 978-4-592-22047-3
  8. 2022年8月5日発売、ISBN 978-4-592-22048-0
  9. 2023年10月5日発売、ISBN 978-4-592-22049-7
  10. 2024年10月4日発売、ISBN 978-4-592-22221-7

## 関連書籍

### 小説
- ヴァンパイア騎士 憂氷（アイスブルー）の罪 / 著 - 藤咲あゆな 2008年4月5日発売 ISBN 978-4-592-18774-5 (LaLa Novels)
- ヴァンパイア騎士 凝黒（ノワール）の罠 / 著 - 藤咲あゆな 2008年10月3日発売 ISBN 978-4-592-18701-1 (LaLa Novels)
- ヴァンパイア騎士 煌銀（フレイル）の夢 / 著 - 藤咲あゆな 2013年11月5日発売 ISBN 978-4-592-19892-5 (LaLa Novels)

### その他書籍
- ヴァンパイア騎士 ファンブックX（クロス） 2008年11月5日発売 ISBN 978-4-592-18695-3
- ヴァンパイア騎士DS 公式ビジュアルファンブック / 著 - B's-LOG編集部（エンターブレイン） 2009年5月31日発売 ISBN 978-4-7577-4867-5
- 樋野まつりイラストレーションズ-ヴァンパイア騎士- 2010年7月5日発売 ISBN 978-4-592-73259-4

## ドラマCD
『LaLa』や『LaLa DX』での応募者全員サービス、または『LaLa』の付録として作成されている。
- LaLa キラメキ☆ドラマCD（2005年9月号付録）
- LaLa ゴージャスドラマCD（2006年11月号付録）
- LaLa トレジャー☆ドラマCD（2007年10月号付録）
- LaLa プレミアム♥ドラマCD（2008年5月号付録）
- LaLa エクセレント☆ドラマCD（2008年11月号付録）
- LaLa ダブルプレミア☆ドラマCD「理事長の“優姫観察日記”発見!?」（2009年5月号付録）
- ヴァンパイア騎士 ミッドナイトCD-PACK（2006年春 応募者全員サービス）
- ヴァンパイア騎士 ムーンライトCD-PACK（2007年春 応募者全員サービス）
- ヴァンパイア騎士 ピュアブラッドCD-PACK（2010年春 応募者全員サービス）

## テレビアニメ
テレビ東京系列6局とAT-Xで放送。テレビ東京では本作の放送開始により、それまでアニメ枠だった火曜25:30枠とバラエティ番組枠だった月曜25:00枠が入れ替わった。テレビ東京以外の局では、特撮ドラマ『キューティーハニー THE LIVE』の後番組として放送された。
本作は、2008年4月から6月まで第1期『ヴァンパイア騎士』を放送した後、7月から9月に放送の『夏目友人帳』を挿んで10月から12月まで第2期『ヴァンパイア騎士 Guilty』（ - ギルティ）を放送するという変則2クール体制を取っていた。第1期、第2期共に全13話。
アニメ放送当時は原作が未完結だったため、ほぼオリジナルのラストシーンを迎えている。ただし、優姫と零の決別や進む道の違いは無い。アニメの段階で零は制服を着用しており、まだ学園に留まっている。後に、原作でも学園に留まったことが分かる。

### スタッフ
- 原作 - 樋野まつり[3]
- 監督 - 佐山聖子[3]
- シリーズ構成 - 岡田麿里[3]
- キャラクターデザイン - 西田亜沙子[3]
- 総作画監督 - 小林利充
- プロップデザイン - 岩畑剛一
- キャラクターデザイン補佐 - 小坂知（第1期〈第9話 - 第13話〉、第2期）
- 色彩設計 - もちだたけし[3]
- 美術監督 - 伊東和宏
- 撮影監督 - 森下成一
- 編集 - 松村正宏
- 音響監督 - 郷田ほづみ[3]
- 音楽 - 羽毛田丈史
- アニメーション制作 - スタジオディーン[3]
- アニメーションプロデューサー - 松田桂一
- プロデューサー - 東不可止、高橋知子、増島由美子、井手優美
- 制作 - NAS
- 製作 - 「ヴァンパイア騎士」製作委員会

### 主題歌
「ふたつの鼓動と赤い罪」
ON/OFFによる第1期のオープニングテーマ。作詞はmavie、作曲は黒須克彦、編曲はh-wonder。
「still doll」
分島花音による第1期のエンディングテーマ。作詞・チェロは分島花音、作曲・編曲・プロデュースはMana（Moi dix Mois）。
「輪廻-ロンド-」
ON/OFFによる第2期のオープニングテーマ。作詞は間みおこ、作曲は中野雄太、編曲はh-wonder。
「砂のお城」
分島花音による第2期のエンディングテーマ。作詞は分島花音、作曲・編曲はMana（Moi dix Mois）。

### 各話リスト
| 話数                             | サブタイトル                 | 脚本                      | 絵コンテ                  | 演出                      | 作画監督                  | 初放送日                  |                           |                           |                           |                           |                           |                           |                           |                           |                           |                           |                           |                           |                           |                           |                           |                           |                           |                           |
| 第1期『ヴァンパイア騎士』        | 第1期『ヴァンパイア騎士』    | 第1期『ヴァンパイア騎士』 | 第1期『ヴァンパイア騎士』 | 第1期『ヴァンパイア騎士』 | 第1期『ヴァンパイア騎士』 | 第1期『ヴァンパイア騎士』 | 第1期『ヴァンパイア騎士』 | 第1期『ヴァンパイア騎士』 | 第1期『ヴァンパイア騎士』 | 第1期『ヴァンパイア騎士』 | 第1期『ヴァンパイア騎士』 | 第1期『ヴァンパイア騎士』 | 第1期『ヴァンパイア騎士』 | 第1期『ヴァンパイア騎士』 | 第1期『ヴァンパイア騎士』 | 第1期『ヴァンパイア騎士』 | 第1期『ヴァンパイア騎士』 | 第1期『ヴァンパイア騎士』 | 第1期『ヴァンパイア騎士』 | 第1期『ヴァンパイア騎士』 | 第1期『ヴァンパイア騎士』 | 第1期『ヴァンパイア騎士』 | 第1期『ヴァンパイア騎士』 | 第1期『ヴァンパイア騎士』 |
| -------------------------------- | ---------------------------- | ------------------------- | ------------------------- | ------------------------- | ------------------------- | ------------------------- | ------------------------- | ------------------------- | ------------------------- | ------------------------- | ------------------------- | ------------------------- | ------------------------- | ------------------------- | ------------------------- | ------------------------- | ------------------------- | ------------------------- | ------------------------- | ------------------------- | ------------------------- | ------------------------- | ------------------------- | ------------------------- |
| 第1夜                            | ヴァンパイアの夜〜ナイト〜   | 岡田麿里                  | 佐山聖子                  | 佐山聖子                  | 菅沼栄治 渡辺敦子         | 2008年 4月8日             |                           |                           |                           |                           |                           |                           |                           |                           |                           |                           |                           |                           |                           |                           |                           |                           |                           |                           |
| 第2夜                            | 血の記憶〜メモリー〜         | 根元歳三                  | ボブ白旗                  | 木村隆一                  | 飯飼一幸                  | 4月15日                   |                           |                           |                           |                           |                           |                           |                           |                           |                           |                           |                           |                           |                           |                           |                           |                           |                           |                           |
| 第3夜                            | 懺悔の牙〜ファング〜         | 岡田麿里                  | 佐山聖子                  | 安藤正臣                  | 望月謙                    | 4月22日                   |                           |                           |                           |                           |                           |                           |                           |                           |                           |                           |                           |                           |                           |                           |                           |                           |                           |                           |
| 第4夜                            | 断罪の銃爪〜トリガー〜       | 藤咲あゆな                | ボブ白旗                  | 関屋警部補                | 阿部智之                  | 4月29日                   |                           |                           |                           |                           |                           |                           |                           |                           |                           |                           |                           |                           |                           |                           |                           |                           |                           |                           |
| 第5夜                            | 月下の饗宴〜サバト〜         | 森田真由美                | 加藤敏幸                  | 鈴木芳成                  | 星野真澄                  | 5月6日                    |                           |                           |                           |                           |                           |                           |                           |                           |                           |                           |                           |                           |                           |                           |                           |                           |                           |                           |
| 第6夜                            | 彼等の選択〜クライム〜       | 藤咲あゆな                | 川瀬敏文                  | 安藤正臣                  | 氏家章雄 望月謙           | 5月13日                   |                           |                           |                           |                           |                           |                           |                           |                           |                           |                           |                           |                           |                           |                           |                           |                           |                           |                           |
| 第7夜                            | 緋色の迷宮〜ラビリンス〜     | 森田真由美                | 佐山聖子                  | 吉本毅                    | 山田裕子                  | 5月20日                   |                           |                           |                           |                           |                           |                           |                           |                           |                           |                           |                           |                           |                           |                           |                           |                           |                           |                           |
| 第8夜                            | 嘆きの銃声〜ブラスト〜       | 根元歳三                  | ボブ白旗                  | 小田切警視                | 阿部智之                  | 5月27日                   |                           |                           |                           |                           |                           |                           |                           |                           |                           |                           |                           |                           |                           |                           |                           |                           |                           |                           |
| 第9夜                            | 紅の視線〜アイズ〜           | 藤咲あゆな                | 名村英敏                  | いまざきいつき            | 松尾亜希子                | 6月3日                    |                           |                           |                           |                           |                           |                           |                           |                           |                           |                           |                           |                           |                           |                           |                           |                           |                           |                           |
| 第10夜                           | 闇の姫〜プリズナー〜         | 根元歳三                  | 寺澤伸介                  | 開祐二                    | 原田峰文                  | 6月10日                   |                           |                           |                           |                           |                           |                           |                           |                           |                           |                           |                           |                           |                           |                           |                           |                           |                           |                           |
| 第11夜                           | 望みの代償〜ディール〜       | 森田真由美                | 木村隆一                  | 木村隆一                  | 飯飼一幸                  | 6月17日                   |                           |                           |                           |                           |                           |                           |                           |                           |                           |                           |                           |                           |                           |                           |                           |                           |                           |                           |
| 第12夜                           | 純血の誓い〜プライド〜       | 岡田麿里                  | 後藤圭二                  | 土屋日                    | 雀慶碩                    | 6月24日                   |                           |                           |                           |                           |                           |                           |                           |                           |                           |                           |                           |                           |                           |                           |                           |                           |                           |                           |
| 第13夜                           | 深紅の鎖〜リング〜           | 岡田麿里                  | 佐山聖子                  | 鈴木芳成                  | 山田裕子                  | 7月1日                    |                           |                           |                           |                           |                           |                           |                           |                           |                           |                           |                           |                           |                           |                           |                           |                           |                           |                           |
| 第2期『ヴァンパイア騎士 Guilty』 |                              |                           |                           |                           |                           |                           |                           |                           |                           |                           |                           |                           |                           |                           |                           |                           |                           |                           |                           |                           |                           |                           |                           |                           |
| 第1夜                            | 宿命の罪人達〜ギルティ〜     | 岡田麿里                  | ボブ白旗                  | 木村隆一                  | 渡辺敦子 松尾亜希子       | 10月7日                   |                           |                           |                           |                           |                           |                           |                           |                           |                           |                           |                           |                           |                           |                           |                           |                           |                           |                           |
| 第2夜                            | 永遠の約束〜パラドックス〜   | 岡田麿里                  | 佐藤順一                  | 開祐二                    | 原田峰文                  | 10月14日                  |                           |                           |                           |                           |                           |                           |                           |                           |                           |                           |                           |                           |                           |                           |                           |                           |                           |                           |
| 第3夜                            | 瑠璃玉の肖像〜ミラージュ〜   | 藤咲あゆな                | 佐山聖子                  | 安藤正臣                  | 氏家章雄                  | 10月21日                  |                           |                           |                           |                           |                           |                           |                           |                           |                           |                           |                           |                           |                           |                           |                           |                           |                           |                           |
| 第4夜                            | 悪魔の胎動〜リビドー〜       | 森田真由美                | 名取孝浩                  | 江島泰男                  | 堀越久美子                | 10月28日                  |                           |                           |                           |                           |                           |                           |                           |                           |                           |                           |                           |                           |                           |                           |                           |                           |                           |                           |
| 第5夜                            | 従属の罠〜トラップ〜         | 岡田麿里                  | 鈴木芳成                  | 鈴木芳成                  | 飯飼一幸                  | 11月4日                   |                           |                           |                           |                           |                           |                           |                           |                           |                           |                           |                           |                           |                           |                           |                           |                           |                           |                           |
| 第6夜                            | 偽りの恋人〜ラヴァーズ〜     | 森田真由美                | 佐山聖子                  | 開祐二                    | 一川孝久                  | 11月11日                  |                           |                           |                           |                           |                           |                           |                           |                           |                           |                           |                           |                           |                           |                           |                           |                           |                           |                           |
| 第7夜                            | 茨の口づけ〜キス〜           | 根元歳三                  | ボブ白旗                  | 吉本毅                    | 江森真理子                | 11月18日                  |                           |                           |                           |                           |                           |                           |                           |                           |                           |                           |                           |                           |                           |                           |                           |                           |                           |                           |
| 第8夜                            | 追憶の螺旋〜スパイラル〜     | 藤咲あゆな                | 近藤信宏                  | 浅見松雄                  | 青野厚司                  | 11月25日                  |                           |                           |                           |                           |                           |                           |                           |                           |                           |                           |                           |                           |                           |                           |                           |                           |                           |                           |
| 第9夜                            | 復活の狂王〜エンペラー〜     | 藤咲あゆな                | 辻初樹                    | いまざきいつき            | 山田裕子 村上真紀         | 12月2日                   |                           |                           |                           |                           |                           |                           |                           |                           |                           |                           |                           |                           |                           |                           |                           |                           |                           |                           |
| 第10夜                           | 戦いの序曲〜プレリュード〜   | 森田真由美                | 佐山聖子 小坂春女         | 安藤正臣                  | 氏家章雄                  | 12月9日                   |                           |                           |                           |                           |                           |                           |                           |                           |                           |                           |                           |                           |                           |                           |                           |                           |                           |                           |
| 第11夜                           | 二人の命〜ソウル〜           | 根元歳三                  | 佐藤順一                  | 木村隆一                  | 松尾亜希子                | 12月16日                  |                           |                           |                           |                           |                           |                           |                           |                           |                           |                           |                           |                           |                           |                           |                           |                           |                           |                           |
| 第12夜                           | 世界の果て〜ピリオド〜       | 岡田麿里                  | ボブ白旗                  | 開祐二                    | 荻原省智                  | 12月23日                  |                           |                           |                           |                           |                           |                           |                           |                           |                           |                           |                           |                           |                           |                           |                           |                           |                           |                           |
| 第13夜                           | ヴァンパイアの騎士〜ナイト〜 | 岡田麿里                  | 佐山聖子                  | 鈴木芳成                  | 小林利充 江森真里子       | 12月30日                  |                           |                           |                           |                           |                           |                           |                           |                           |                           |                           |                           |                           |                           |                           |                           |                           |                           |                           |

### 放送局
| 放送期間               | 放送時間                     | 放送局         | 対象地域       | 備考                                    |
| ---------------------- | ---------------------------- | -------------- | -------------- | --------------------------------------- |
| 2008年4月8日 - 7月1日  | 火曜 1:00 - 1:30（月曜深夜） | テレビ東京     | 関東広域圏     |                                         |
| 2008年4月9日 - 7月2日  | 水曜 1:28 - 1:58（火曜深夜） | テレビ愛知     | 愛知県         |                                         |
|                        | 水曜 2:30 - 3:00（火曜深夜） | テレビ北海道   | 北海道         |                                         |
| 2008年4月11日 - 7月4日 | 金曜 2:48 - 3:18（木曜深夜） | TVQ九州放送    | 福岡県         |                                         |
| 2008年4月13日 - 7月6日 | 日曜 2:05 - 2:35（土曜深夜） | テレビ大阪     | 大阪府         |                                         |
|                        | 日曜 2:10 - 2:40（土曜深夜） | テレビせとうち | 岡山県、香川県 |                                         |
| 2008年6月6日 - 8月29日 | 金曜 10:30 - 11:00           | AT-X           | 日本全域       | - 『アニメ女子部』枠 - リピート放送あり |

| 放送期間                      | 放送時間                     | 放送局         | 対象地域       | 備考                                    |
| ----------------------------- | ---------------------------- | -------------- | -------------- | --------------------------------------- |
| 2008年10月7日 - 12月30日      | 火曜 1:00 - 1:30（月曜深夜） | テレビ東京     | 関東広域圏     |                                         |
| 2008年10月8日 - 12月31日      | 水曜 1:28 - 1:58（火曜深夜） | テレビ愛知     | 愛知県         |                                         |
|                               | 水曜 2:30 - 3:00（火曜深夜） | テレビ北海道   | 北海道         |                                         |
| 2008年10月10日 - 2009年1月5日 | 金曜 2:48 - 3:18（木曜深夜） | TVQ九州放送    | 福岡県         |                                         |
| 2008年10月12日 - 2009年1月4日 | 日曜 2:05 - 2:35（土曜深夜） | テレビ大阪     | 大阪府         |                                         |
|                               | 日曜 2:10 - 2:40（土曜深夜） | テレビせとうち | 岡山県、香川県 |                                         |
| 2008年12月5日 - 2009年2月27日 | 金曜 10:30 - 11:00           | AT-X           | 日本全域       | - 『アニメ女子部』枠 - リピート放送あり |

| テレビ東京 火曜 1:00 - 1:30（月曜深夜）                             | テレビ東京 火曜 1:00 - 1:30（月曜深夜）                                 | テレビ東京 火曜 1:00 - 1:30（月曜深夜）  |
| 前番組                                                              | 番組名                                                                  | 次番組                                   |
| ------------------------------------------------------------------- | ----------------------------------------------------------------------- | ---------------------------------------- |
| モテケン （2007年4月9日 - 2008年3月31日） ※同番組までバラエティ番組 | ヴァンパイア騎士 （2008年4月7日 - 6月30日） ※本番組からテレビアニメ番組 | 夏目友人帳 （2008年7月7日 - 9月29日）    |
| 夏目友人帳 （2008年7月7日 - 9月29日）                               | ヴァンパイア騎士 Guilty （2008年10月6日 - 12月29日）                    | 続 夏目友人帳 （2009年1月5日 - 3月30日） |

### DVD
| 巻数 | 発売日         | 収録話数        | 規格品番  | 規格品番  |
| 巻数 | 発売日         | 収録話数        | 限定版    | 通常版    |
| ---- | -------------- | --------------- | --------- | --------- |
| 1    | 2008年7月23日  | 第1夜 - 第2夜   | ANZB-3251 | ANSB-3251 |
| 2    | 2008年8月27日  | 第3夜 - 第5夜   | N/A       | ANSB-3252 |
| 3    | 2008年9月24日  | 第6夜 - 第8夜   | N/A       | ANSB-3253 |
| 4    | 2008年10月22日 | 第9夜 - 第11夜  | N/A       | ANSB-3254 |
| 5    | 2008年11月26日 | 第12夜 - 第13夜 | ANZB-3255 | ANSB-3255 |

| 巻数 | 発売日        | 収録話数        | 規格品番  | 規格品番  |
| 巻数 | 発売日        | 収録話数        | 限定版    | 通常版    |
| ---- | ------------- | --------------- | --------- | --------- |
| 1    | 2009年1月28日 | 第1夜 - 第2夜   | N/A       | ANSB-3261 |
| 2    | 2009年2月25日 | 第3夜 - 第5夜   | N/A       | ANSB-3262 |
| 3    | 2009年3月25日 | 第6夜 - 第8夜   | N/A       | ANSB-3263 |
| 4    | 2009年4月22日 | 第9夜 - 第11夜  | N/A       | ANSB-3264 |
| 5    | 2009年5月27日 | 第12夜 - 第13夜 | ANZB-3265 | ANSB-3265 |

### CD
- ヴァンパイア騎士 オリジナル・サウンドトラック（アニプレックス、2008年6月25日）
- ヴァンパイア騎士 オリジナル・サウンドトラックII （アニプレックス、2008年12月17日）

### アプリ
- ヴァンパイア騎士 名場面集（NEC BIGLOBE、2011年7月18日）

## Webラジオ
『ヴァンパイア騎士 黒主学園放送部』
- 配信期間：2008年7月7日 - 2008年9月29日（毎週月曜日更新）
- 配信サイト：音泉
- パーソナリティ：週替わりとなっており、キャラクターラジオという名目のため、パーソナリティもキャラクター名義となっている。各週のパーソナリティは以下を参照。

### 放送日程
| 放送回数 | 放送日        | パーソナリティ                                 |
| -------- | ------------- | ---------------------------------------------- |
| 01       | 2008年7月7日  | 玖蘭枢（岸尾だいすけ）                         |
| 02       | 2008年7月14日 | 一条拓麻（千葉進歩）                           |
| 03       | 2008年7月21日 | 錐生零（宮野真守）                             |
| 04       | 2008年7月28日 | 架院暁（諏訪部順一）                           |
| 05       | 2008年8月4日  | 一条拓麻（千葉進歩）                           |
| 06       | 2008年8月11日 | 藍堂英（福山潤）                               |
| 07       | 2008年8月18日 | 支葵千里（保志総一朗）                         |
| 08       | 2008年8月25日 | 錐生零（宮野真守）                             |
| 09       | 2008年9月1日  | 一条拓麻（千葉進歩）                           |
| 10       | 2008年9月8日  | 藍堂英（福山潤）                               |
| 11       | 2008年9月15日 | 支葵千里（保志総一朗）& 遠矢莉磨（喜多村英梨） |
| 12       | 2008年9月22日 | 架院暁（諏訪部順一）& 玖蘭枢（岸尾だいすけ）   |
| 13       | 2008年9月29日 | 玖蘭枢（岸尾だいすけ）& 黒主灰闇（郷田ほづみ） |

## ゲーム
『ヴァンパイア騎士 DS』
- 対応機種 - ニンテンドーDS
- ジャンル - ブラッディラブSLG（女性向け恋愛シミュレーションゲーム）
- 発売日 - 2009年1月29日発売
- 発売元 - ディースリー・パブリッシャー
- エンターブレインからは攻略本『ヴァンパイア騎士DS コンプリートガイド』が発売。

## 舞台
2015年1月21日から1月25日まで博品館劇場にてミュージカル作品として上演。脚本は徳尾浩司、演出は本山新之助が担当。
2015年7月に『ヴァンパイア騎士-Revive-』として、あうるすぽっとにて再演。

### スタッフ（舞台）
- 脚本 - 徳尾浩司
- 演出・振付 - 本山新之助

### キャスト（舞台）
- 黒主優姫 - 若月佑美（当時:乃木坂46）
- 玖蘭 枢 - AKIRA
- 錐生 零 - ルウト
- 藍堂 英 - 喜屋武ちあき
- 一条拓麻 - 天翔りいら
- 架院 暁 - oni（初演）／綾那（再演）[9]
- 支葵千里 - 中川汐希（初演）[10]／ 松本愛（再演、初演は出演予定だったが体調不良につき降板）[10]
- 紅 まり亜 - 荻野可鈴（夢みるアドレセンス）
- 緋桜 閑 - 渡辺舞
- 黒主灰閻 - 柿丸美智恵
- 城所晶子
- 松島蘭
- 安川香
- 平井琴望
- 渡邉南